# 10 000 mètres féminin aux Jeux olympiques d'été de 1988
Pour un article plus général, voir Athlétisme aux Jeux olympiques d'été de 1988.
Navigation
Barcelone 1992
L'épreuve du 10 000 mètres féminin aux Jeux olympiques de 1988 s'est déroulée les 26 et 30 septembre 1988 au Stade olympique de Séoul, en Corée du Sud. Elle est remportée par la Soviétique Olga Bondarenko.
Il s'agit du premier 10 000 m féminin disputé dans le cadre des Jeux olympiques.

## Résultats

### Finale
| Rang               | Athlète               | Pays               | Temps          | Notes |
| ------------------ | --------------------- | ------------------ | -------------- | ----- |
| Médaille d'or      | Olga Bondarenko       | Union soviétique   | 31 min 05 s 21 | OR    |
| Médaille d'argent  | Liz McColgan          | Grande-Bretagne    | 31 min 08 s 44 |       |
| Médaille de bronze | Yelena Zhupiyeva      | Union soviétique   | 31 min 19 s 82 |       |
| 4                  | Kathrin Ullrich       | Allemagne de l'Est | 31 min 29 s 27 |       |
| 5                  | Francie Larrieu-Smith | États-Unis         | 31 min 35 s 52 |       |
| 6                  | Lynn Jennings         | États-Unis         | 31 min 39 s 93 |       |
| 7                  | Wang Xiuting          | Chine              | 31 min 40 s 23 |       |
| 8                  | Sue French-Lee        | Canada             | 31 min 50 s 51 |       |
| 9                  | Albertina Machado     | Portugal           | 32 min 02 s 13 |       |
| 10                 | Albertina Dias        | Portugal           | 32 min 07 s 13 |       |
| 11                 | Anne Audain           | Nouvelle-Zélande   | 32 min 10 s 47 |       |
| 12                 | Lyudmila Matveeva     | Union soviétique   | 32 min 12 s 27 |       |
| 13                 | Nancy Tinari          | Canada             | 32 min 14 s 05 |       |
| 14                 | Rosanna Munerotto     | Italie             | 32 min 29 s 84 |       |
| 15                 | Lynn Nelson           | États-Unis         | 32 min 32 s 24 |       |
| 16                 | Carole Rouillard      | Canada             | 32 min 41 s 43 |       |
| 17                 | Carolyn Schuwalow     | Australie          | 32 min 45 s 07 |       |
| 18                 | Qinghuan Wang         | Chine              | 32 min 49 s 86 |       |
| 19                 | Annette Sergent       | France             | 33 min 17 s 38 |       |
| –                  | Ingrid Kristiansen    | Norvège            | DNF            |       |

## Légende
Records et Performances
- AR : Record continental (area record)
- CR : Record des championnats (championship record)
- MR : Record du meeting (meet record)
- NR : Record national (national record)
- OR : Record olympique (olympic record)
- PR : Record paralympique (paralympic record)
- PB : Record personnel (personal best)
- SB : Meilleure performance personnelle de la saison (season's best)
- WL : Meilleure performance mondiale de l'année (world leader)
- WJR : Record du monde junior (world junior record)
- WR : Record du monde (world record)

Circonstances et Conditions
- DNF : N'a pas terminé (did not finish)
- DNS : N'a pas pris le départ (did not start)
- DQ : Disqualification (disqualification)
- NM : Aucun essai valable enregistré (No Mark)
- Q : Qualifié « directement » au prochain tour (ou à la prochaine compétition), lors d'une compétition majeure, grâce au classement ou à la réalisation des minima (automatic qualifier)
- q : Qualifié au prochain tour (ou à la prochaine compétition), lors d'une compétition majeure, grâce au repêchage ou à la réalisation de l'une des meilleures performances parmi celles des « non qualifiés directement » (grâce au meilleur temps ou à la meilleure distance par exemple) (secondary qualifier)